# Ксирика
Ксирика (на гръцки: Ξηρικά) е праисторически некропол от Желязната епоха (1100-700 пр. Хр.), открит в е едноименната област край мъгленското село Гостолюби (Констандия), Гърция.

## Описание
Некрополът е открит в 1995 година южно от Гостолюби в падина в първите склонове на планината Паяк от археоложката Анастасия Хрисостому. Датира от желязната епоха, но селището е съществувало и в архаичната и в класическата. Селището е било разположено на бърдото непосредствено източно от падината - на античния път, свързващ Алмопия с Ботиая. В него са открити останки от елинистическата и от раннохристиянската епоха. На върха над некропола има останки от каменна твърдина с неясна хронология.
Общият брой гробове е 40, като диаметърът им е между 4 и 14 m. Изградени са с големи необработени камъни отвън и по-малки камъни и чакъл отвътре. Във всяка могила има по един гроб – еднокамерен с вход от изток и кратък дромос с 2,85 m. Гробниците са използвани многократно за семейни погребение, вероятно в течение на стотици години. От погребалните предмети забележителни са бронзови фибули с форма наосмица, игли, гривни, каменни и стъклени топчета, железни ножове и точило, халки от вретена и кантароси и други керамични съдове.
В 2002 година некрополът е обявен за защитен археологически паметник.